# Regione del Giura Bernese
La regione del Giura Bernese (ufficialmente, in tedesco, Verwaltungsregion Berner Jura, regione amministrativa del Giura Bernese) è una delle 5 regioni amministrative in cui è suddiviso il Canton Berna, in Svizzera.

## Storia
La regione amministrativa del Giura Bernese fu creata il 1º gennaio 2010, nell'ambito della riforma amministrativa del Canton Berna.

## Suddivisione
La regione amministrativa del Giura Bernese comprende un unico circondario amministrativo:
- Giura bernese